# Habitatge al carrer Manlleu, 31 (Vic)
L'Habitatge al carrer Manlleu, 31 és una obra eclèctica de Vic (Osona) inclosa a l'Inventari del Patrimoni Arquitectònic de Catalunya.

## Descripció
Edifici civil. Casa entre mitgera. Consta de PB, 3 pisos i terrat. La façana és recoberta per carreus de pedra picada i les obertures estan emmarcades amb el mateix material. Ala planta hi ha dois portals rectangulars amb les inscripcions: D V M / 1879. Al 1er.p. hi ha un ampli balcó que ocupa tota la façana, al 2n dos balcons amb llurs portals però emmarcats d'estuc. Les llosanes de tots són de pedra i els pisos són separats horitzontalment per impostes. Sobre el tercer s'estén un ampli voladís i més reculada hi ha una balustrada que sostinguda per dos pilars laterals i un central protegeix el balcó.
L'estat de conservació es bo, es podria netejar la pedra.

## Història
L'edifici és obra del 1879 i correspon a un habitatge plurifamiliar.
Situat a l'antic camí itinerant que comunicava la ciutat amb el sector nord, va començar a créixer al S.XII, al XIII anà creixent com a raval. Al llarg dels segles s'hi van construir diversos edificis religiosos: l'edifici gòtic de Santa Clara nova i també els Carmelitans. Al S.XVII passà a formar part de l'eixampla barroca que al S.XVIII es va estendre pel barri de Santa Eulàlia i al S.XIX amb la construcció d'edificis a l'horta d'en Xandri fins al C/ DE Gurb.